# Onthophagus ganalensis
Onthophagus ganalensis är en skalbaggsart som beskrevs av Raffaello Gestro 1895. Onthophagus ganalensis ingår i släktet Onthophagus och familjen bladhorningar. Inga underarter finns listade i Catalogue of Life.